# Xanthorrhoea platyphylla
Xanthorrhoea platyphylla är en grästrädsväxtart som beskrevs av D.J.Bedford. Xanthorrhoea platyphylla ingår i släktet Xanthorrhoea och familjen grästrädsväxter. Inga underarter finns listade i Catalogue of Life.